# Otilia Octavia Mazzuchi
Otilia Octavia Mazzuchi (n. 1897, Alba Iulia – d. 1977, București) a fost un deputat în Marea Adunare Națională de la Alba Iulia, organismul legislativ reprezentativ al „tuturor românilor din Transilvania, Banat și Țara Ungurească”, cel care a adoptat hotărârea privind Unirea Transilvaniei cu România, la 1 decembrie 1918.:p. 77

## Biografie
Otilia Octavia Mazzuchi a făcut Liceul german de fete din Sibiu și Conservatorul la Cluj.:p. 16 Otilia Octavia Mazzuchi a fost cǎsǎtoritǎ cu preotul Adrian Maniu.